# Szakképzés Magyarországon

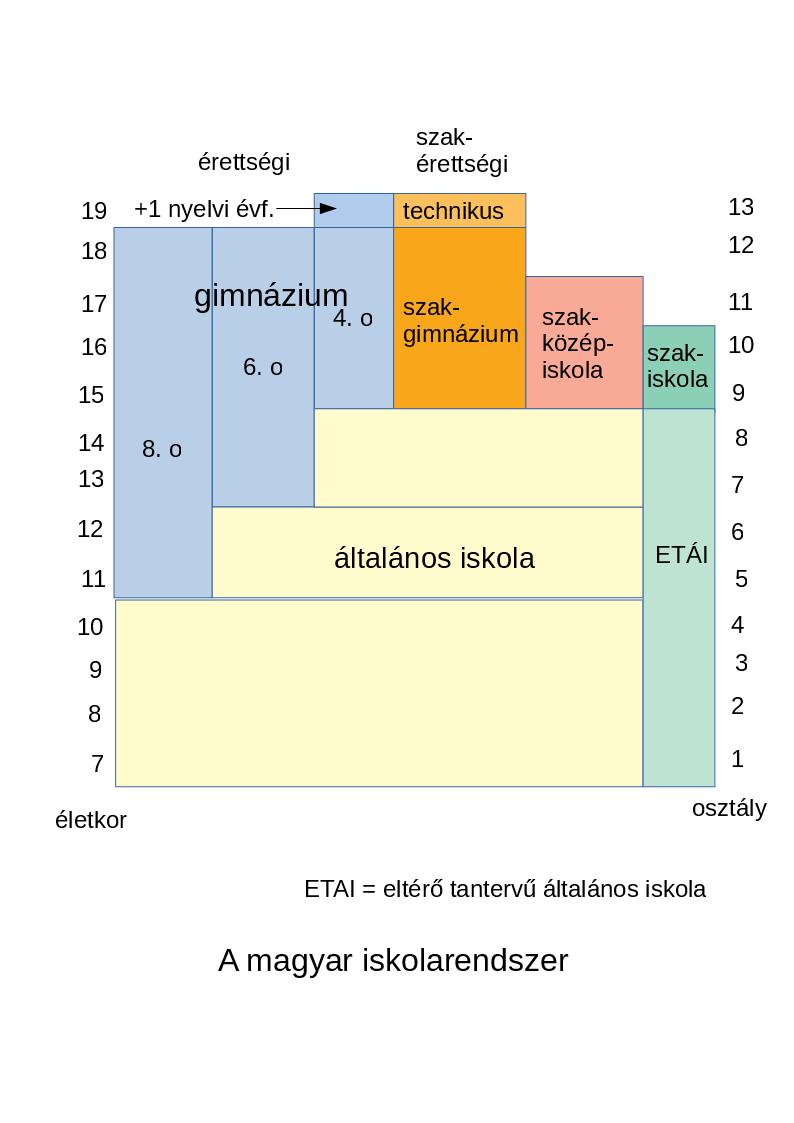
A magyar közoktatás rendszere 2018-ban

A szakképzés feladata a szakmák végzésére való felkészítés. A szakképzettség a szakma egyik meghatározója, amely magában foglalja a hordozójának (szakember) elméleti és gyakorlati szakmai ismereteit. Három szintje van a szakképzettségnek (alap-, közép-, felső szintű), míg a szakember csak közép- vagy felsőfokon végzett lehet. A szakképzettség irányát szellemieknél a tudományterület, fizikaiaknál a munkatípus jelenti. [forrás?]
Magyarországon a szakképzés rendszerét alapjaiban újjáalakította  a szakképzésről szóló 2019. évi LXXX. törvény, valamint a szakképzésről szóló törvény végrehajtásáról szóló 12/2020. Kormányrendelet, amelyek 2020. január 1-jén léptek hatályba.

## A hatályos 2019. évi LXXX. törvény
"A szakképzés továbbfejlesztése és a törvény szabályozási logikájának kialakítása során alapvető koncepcionális követelmény volt a keresletvezérelt, kimenet-szabályozott szakképzési rendszer megteremtése és ezáltal a versenyképesség hosszú távú biztosítása. Szintén kiemelt szabályozási cél volt a képzések rangjának és színvonalának emelése és a szakirányú oktatások szerepének erősítése." 
A törvény bevezette a  szakképző intézmény fogalmát. A szakképző intézmény formáját tekintve lehet technikum vagy szakképző iskola.
A szakképző intézmény olyan jogi személy, amely szakképzési alapfeladatot lát el. Ha a szakképző intézmény több különböző típusú köznevelési intézmény köznevelési alapfeladatait is ellátja, többcélú szakképző intézményként működik.
Magyarországon korábban a nemzeti köznevelésről szóló törvény 2016. szeptember 1-től  a középfokú szakoktatásnak 3 intézményi formáját határozta meg:
- szakgimnáziumok (amelyet 2016 előtt szakközépiskolának neveztek)
- szakközépiskolák (2016 előtt szakmunkásképzőnek neveztek)
- szakiskolák (közbeszédben OKJ képzésnek hívják).[3]

## A szakoktatás története Magyarországon

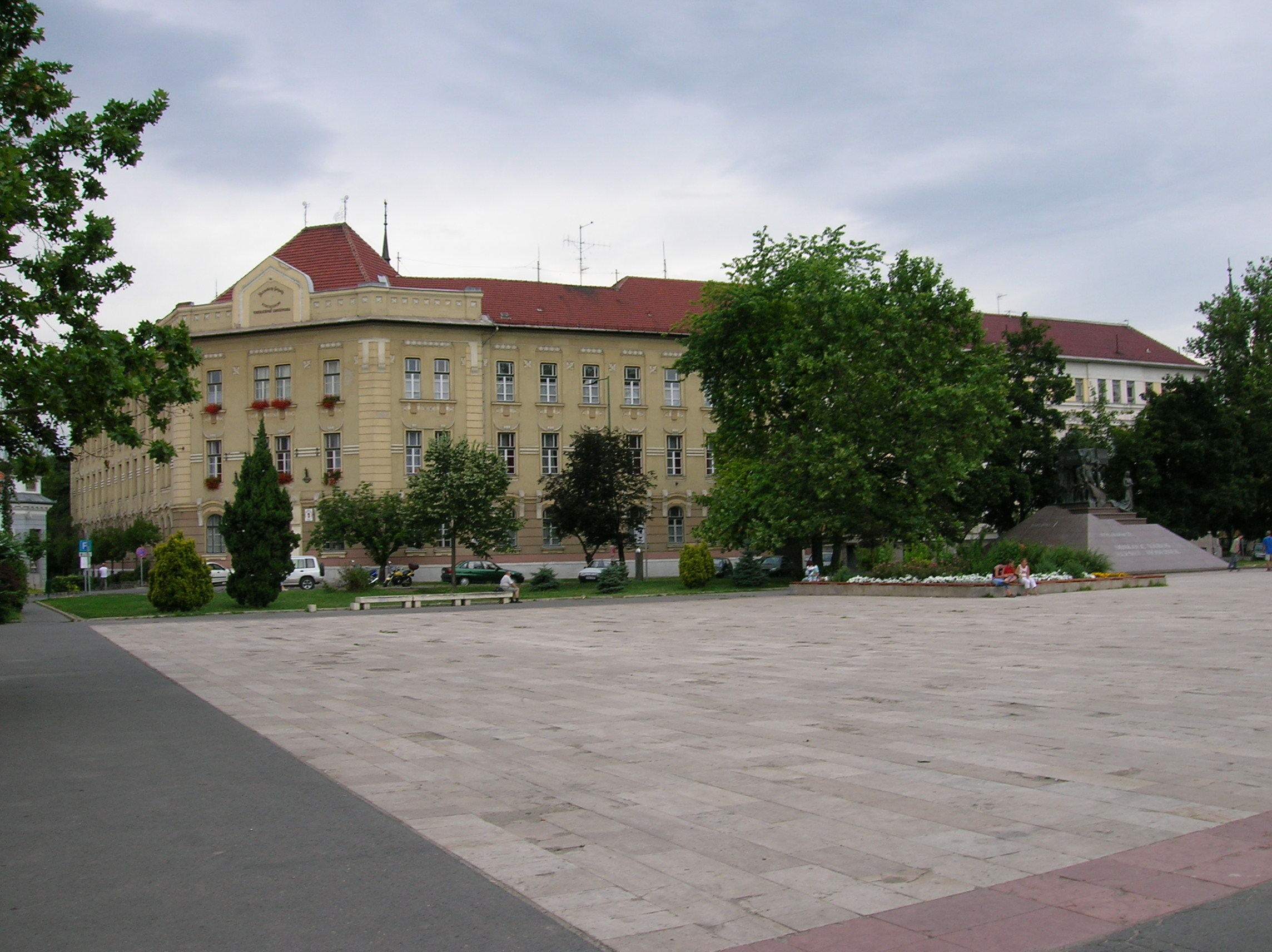
1908. a miskolci Berzeviczy Gergely Kereskedelmi és Vendéglátóipari Szakközépiskola az ország egyik legrégebben működő középfokú kereskedelmi iskolájának épülete.

Magyarországon a céheket az 1872-es ipartörvény  szüntette meg. Ez és az 1868-as népiskolai törvény előírta, hogy a kereskedők és az iparosok inasaikat tanonciskolába járassák. 1884-ben módosított és kiegészített törvény értelmében tanoncnak csak 12 életévüket betöltött a tanköteles koron túli tanulókat lehetett felvenni. A tanonciskola heti 11 óra általában esti tanulást biztosított. A törvény azt is előírta, hogy minden település ahol minimum 50 tanonc él köteles tanonciskolát állítani. A tanonciskolában hétköznapokon közismeretei tárgyakat oktattak vasárnap pedig rajzot és hittant. A millennium évére a tanonciskola állítási kötelezettségének minden olyan magyar település eleget tett ahol több mint 50 tanonc volt.
Az első világháborút követően a magyar oktatásügy a maihoz hasonlóan többszintű szakoktatást valósít meg. Első szintet az ismétlőiskolák, tanonciskolák jelentik. A második szintet a különböző ipari- kereskedelmi- és agrárszakiskolák adják, míg a felsőoktatás előtti szintet a felsőipariskolák. A tanonciskoláknak a települések adottságait is figyelembe véve különböző formái voltak. az általános tanonciskolák, általános tanonciskolák szakoktatással, és szakirányú tanonciskolák. A tanonciskolákban a szakmai ismereteket a mesterektől kapták a tanulók míg közismereti tárgyakat a helyi, községi, városi népiskolákban oktattak számukra heti 9 órában. A középfokú szakiskolákban az oktatás iskolai keretek között zajlott szakszerű elméleti képzéssel és rendszeres műhelygyakorlatokkal.

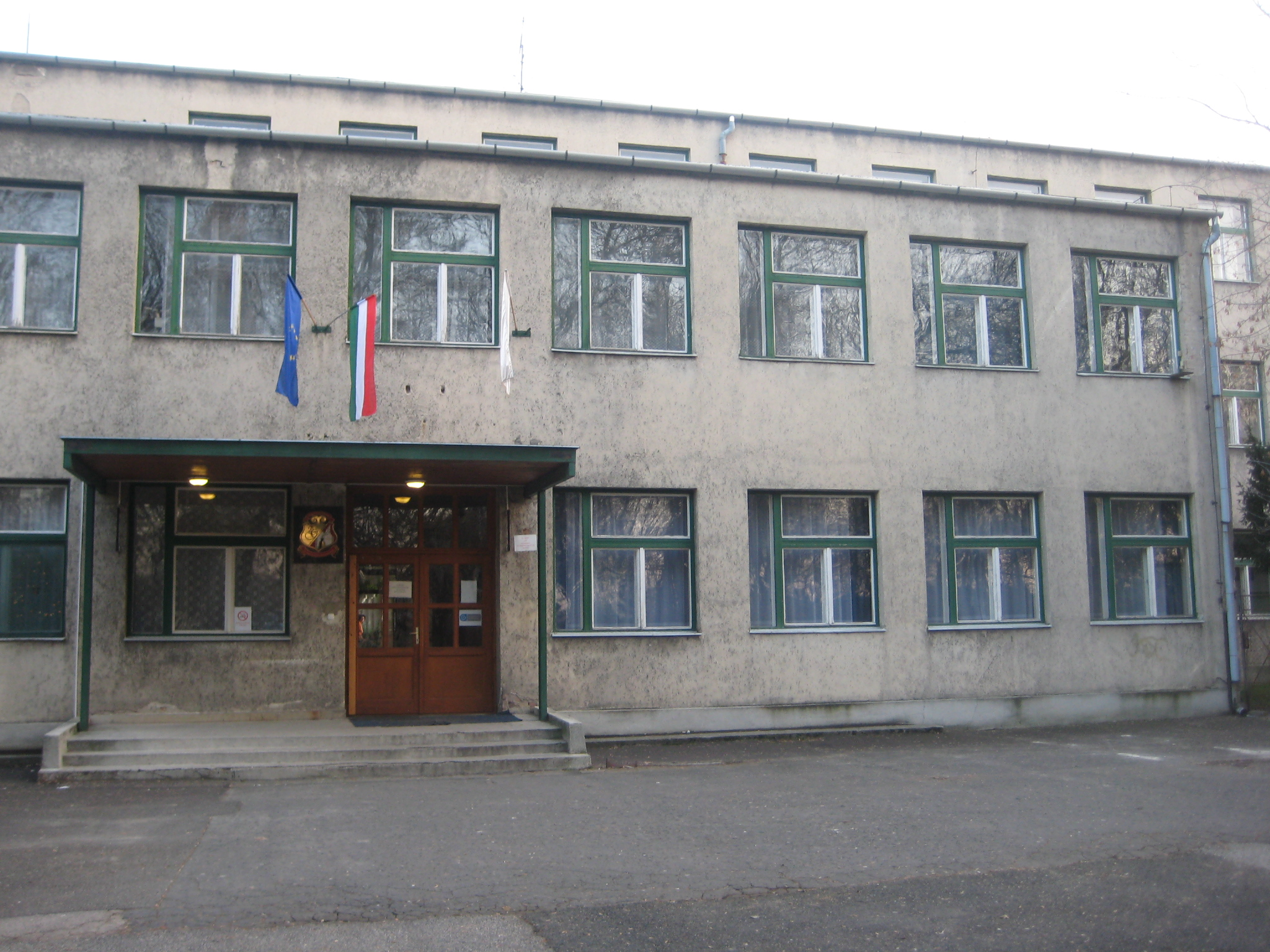
A dorogi Zsigmondy Vilmos Gimnázium és Informatikai Szakközépiskola épülete épült 1969.

A második világháború után 1949-ben létrejött a Magyar Népköztársaság, amelynek az egyik legelső törvénye az 1949. évi szakmunkástörvény  volt. A háborús újjáépítés és az erőltetett iparosítási program miatt a korábbinál sokkal több szakmunkásra volt szükség és az állami nagyipar döntővé válásával a szakmunkások munkakörülményei is gyökeresen megváltoztak. Egymás után épültek az ország ipari városaiban az új szakmunkásképző intézetek. Az oktatást központosították és az új szakmunkásképzést egyre több szakmára terjesztették ki. 1961-ben már több mint 300 szakmában folyt szakmunkásképzés. A szakmák eltérő ismeretanyagához igazodva a nagyobb tudásanyagot igénylő szakmák oktatása úgy nevezett emelt szintű szakmunkásképző iskolákban történt. Ezt a spontán differenciálódást 1975-ben rendeletben szüntették meg és 1975-től egységes központi tanterv szerint oktatták minden magyar iskolában a közismereti és az elméleti tárgyakat.
A szakmunkásképzés mellett 1951-ben létrehozták a mai szakgimnáziumi rendszernek megfelelő technikumokat. A technikumok 1969-ben átalakultak szakközépiskolává. A szakközépiskolák a technikumokkal ellentétben lehetővé tették a szakmunkás vizsgával összekapcsolt érettségi letételét és így lehetővé tették a felsőoktatásba történő belépést. A technikumi képzés 1973-ban megszűnt. Pontosabban, a jelenlegi szabályokkal teljesen megegyező módon, a szakközépiskola elvégzését követő egy éves tanfolyam keretében lehetett technikusi oklevelet szerezni. Ez nem váltotta be a hozzáfűzött elvárásokat, ezért 1985-ben ismét megnyitották a technikumokat.
A rendszerváltást követően a szakképzés rendszerét az 1993. évi LXXVI. törvény alakította át a megváltozott gazdasági és politikai feltételeknek megfelelően. Ez a törvény meghatározza a szakképesítést adó intézményeket úgy mint: szakközépiskola, szakmunkásképző iskola és szakiskola és munkaerőfejlesztő és -képző központ. Ezzel egy időben kiadásra került az első Országos képzési jegyzék. Ez tartalmazza állam által elismert szakképesítéseket. Időközben átalakul a magyar társadalom, könnyebbé válik a felsőoktatásba történő bejutás és ez a gimnáziumok irányába tolja el a középiskolai tanulók arányát. Fokozatosan világossá válik, hogy egyre kevesebben kívánnak a szakoktatásban részt venni. Ezt a tendenciát észlelve született meg a  2011. évi CXC. törvény.

## Szakgimnázium
Az általános iskolát sikeresen teljesítő gyermekek 9-12. évfolyamon az egységes kerettanterv szerinti közismereti képzés mellett szakmai elméleti és gyakorlati oktatásban vesznek részt. A gimnáziumhoz képest az a különbség, hogy kettő helyett csak egy idegennyelvi tantárgy van, és emelt óraszámban vannak a szakmai elméleti és gyakorlati tantárgyak. A diákok a 12. évfolyam végén szakmai érettségit tesznek. Ezután még egy évig tanulhatnak, és technikusi képesítést szerezhetnek.   

## Szakközépiskola
A szakközépiskola korábban az alapfokú oktatás (általános iskola) befejezését követő középszíntű szakmai képesítést adó oktatási intézmények összefoglaló elnevezése volt.
A szakközépiskolákban három év után a tanulók szakmai vizsgát tehetnek. Akik igénylik további két év alatt lehetőséget kapnak, hogy felkészüljenek az érettségire.
Az állami fenntartású - Nemzetgazdasági Minisztérium fenntartásában működő - szakközépiskolák szakképzési centrumok alá tartoznak. A centrumok önálló költségvetési szervként funkcionálnak. Megyénként maximum 3, Budapesten maximum 10 szakképzési centrum lehet. A szakközépiskolákban a közismereti oktatással párhuzamosan rögtön a kilencedik évfolyamtól kezdődően ágazati képzés is zajlik.

## Szakiskola
A szakiskola elnevezés azokra az intézményekre vonatkozik, amelyek a 14. vagy 15. életévüket betöltött sajátos nevelési igényű tanulókat készítik fel szakmai vizsgára, és emellett a munkába álláshoz, az életkezdéshez szükséges ismereteket nyújtanak.

## A 2011. évi CLXXXVII. törvény
A szakképzés rendjét, intézményi rendszerét Magyarországon a 2011. évi CLXXXVII. a szakképzésről szóló törvény szabályozza. A törvényt megalapozza Alaptörvény Nemzeti hitvallás fejezete, valamint a Szabadság és felelősség fejezet XI. cikk kettes bekezdése. Az állam a szakképzés költségvetési (államháztartási) forrását törvénnyel biztosítja.

### A törvény tartalma
Legfontosabb alapelv, hogy a szakképző iskolai tanulók számára hazánkban az első és második, állam által elismert szakképesítés megszerzése ingyenes. Minden oktatásban résztvevő tanulót megillet az egyenlő bánásmód. Az értelmező rendelkezések a törvény által használt alapfogalmakat határozzák meg a kettes paragrafusban. Ilyenek például a teljesség igénye nélkül az előírt gyakorlat, az eszköz- és felszerelési jegyzék, a feladatprofil, az iskolai előképzettség, az iskolai tanműhely stb.
A törvény csakis és kizárólag az iskolarendszerű szakmai képzésre terjed ki.
A szakképzés intézményrendszere a nemzeti köznevelésről szóló törvény szerinti szakképző iskolákon vagy ilyen jellegű többcélú tanintézményeken keresztül valósul meg a törvényben meghatározott kitételek érvényesítésével. Részletezi a fenntartásért felelős minisztériumok, illetve speciális szakmai minisztériumok kötelezettségeit, kitérve a szakképzési centrumok irányítására és alapvető szervezeti felépítésére is, megemlítve a kancellár gazdasági jellegű feladatkörét, képzettségi szintjét. A szakképzés dokumentumainak tartalmát, kiállításának feltételeit, a vizsgáztatás kérdéseit szintén magas szinten tárgyalja a jogszabály. Jelzi a kerettanterv felépítéséi kötelezettségét és elvi követelményeit. Kiemelten kezeli a komplex vizsgáztatás témakörét, a vizsgabizottság összeállítását. Előírja az oktatási intézmények adatszolgáltatási kötelezettségét, valamint törvénysértés esetén történő magatartást.
Szakképző iskoláztatás formái, amelyek az elnevezésben is szerepelnek:
- szakgimnázium
- szakközépiskola
- szakiskola

Foglalkozik az elméleti és gyakorlati szakképzési teendőkkel, a szintvizsga előírásával, valamint az ingyenesség részletes feltételeivel. Előírja a képzésben résztvevő oktatókkal szemben támasztott képzettségi, erkölcsi (pl. szakoktató büntetlen előéletének igazolási kötelezettsége) stb. követelményrendszert. Kitér a felnőttoktatás iskolarendszerű képzésbe tartozó kérdéseire. Fontos elvi és gyakorlati kérdés a tanulók egészségügyi, biztonsági, munkaügyi védelme mind a munkaidő, mind pedig a tanórák száma tekintetében. Tiltja a tanuló gyakorlati képzést folytató szervezetnél történő gyakorlati képzését különböző összeférhetetlenségi esetekben a 38. §-ban (pl. elméleti képzési napokon, amennyiben négy óránál több a napi elméleti képzés). Egyidejűleg előírja a gyakorlati foglalkozásokon történő kötelező részvételt, amelyet dokumentálni kell mulasztási és foglalkozási napló vezetésével. A 43. §-ban meghatározza a tanulószerződésre jogosultak körét, mind a tanuló, mind a gyakorlati oktatásra jogosult gazdálkodók szemszögéből, előírja a kötelezően vezetendő nyilvántartások tartalmát, jellegét. Felsorolja a tanulószerződés megszűnésének eseteit (pl. sikeres vizsga, kizárás, felmondás, haláleset stb.) és a kapcsolatos intézkedéseket.
Részletezi az együttműködési megállapodások tartalmát, feltételeit.
Szabályozza az ellenőrzési jogköröket, hatóságok feladatait a országos és térségi szakmai ellenőrzés területén említve a gazdasági kamarát is. A XVI. fejezetben meghatározza a tanulókat megillető juttatásokat, kedvezményeket és esetleges kártérítési felelősséget.
Elkülönítve említi a kormány, az illetékes miniszter(ek) és hatóságok feladatait az iskolai képzés együttműködése tekintetében, mind funkcionális mind pedig területi szempontokat felsorolva, meghatározva a Nemzeti Szakképzési és Felnőttképzési Tanács javaslattevő munkáját. Végül kitér a finanszírozási feladatokra, finanszírozó intézményrendszerre és az információs rendszerre is, valamint megállapítja a záró rendelkezéseket.

## A térségi integrált szakképző központ
A térségi integrált szakképző központ (TISZK) korábban a szakképzésről szóló törvény által létrehozott intézménytípus volt. Szakképző iskolák, esetleg felsőfokú szakképzést folytató felsőoktatási intézmények társulása szakképzési feladatok összehangoltan történő ellátására.

2020-ban ezt a típust törvény szüntette meg.

## Az Országos képzési jegyzék
Az Országos Képzési Jegyzék (közhasználatú rövidítése: OKJ) a választható szakmák lajstroma volt. 2020-ban a Szakmajegyzék váltotta fel.